# Энергетический уровень

Упрощённая схема энергетических уровней квантовой системы

Энергетический уровень, Энергоуровень — собственные значения энергии квантовых систем, то есть систем, состоящих из микрочастиц (электронов, протонов и других элементарных частиц) и подчиняющихся законам квантовой механики. 
Каждый энергетический уровень характеризуется определённым состоянием системы, или подмножеством таковых в случае вырождения. Понятие применимо к атомам (электронные уровни), молекулам (различные уровни, соответствующие колебаниям и вращениям — колебательные и вращательные уровни), атомным ядрам (внутриядерные энергетические уровни) и так далее. Все квантовые состояния с энергетическим уровнем, превышающим энергию основного состояния квантовой системы, описываются как возбуждённое состояние.

## Электронные энергетические уровни
В современном понятии об орбитальной модели атома электроны в атоме способны обладать лишь определёнными величинами энергии и переходить с одного энергетического уровня на другой лишь скачком. Разница между энергетическими уровнями определяет частоту кванта света, выделяемого или поглощаемого при переходе.
Каждой паре значений главного квантового числа n и орбитального квантового числа l соответствует определённый уровень энергии, которой может обладать электрон.
Главные энергетические уровни атома — это совокупности атомных орбиталей, имеющих одинаковые значения главного квантового числа. Число таких энергетических уровней в атоме равно номеру периода, в котором расположен соответствующий химический элемент. Например, калий — элемент четвёртого периода, следовательно, его атом имеет 4 основных энергетических уровня (n = 4).
Каждый главный энергетический уровень в атоме расщеплён на подуровни (s-, p-, d-, f-, g-орбитали), соответствующие изменениям орбитального квантового числа. В достаточно сильных магнитных полях можно обнаружить расщепление этих подуровней на отдельные состояния, соответствующие различным значениям магнитного квантового числа.

## Внутриядерные энергетические уровни
Термин появился благодаря исследованию радиоактивности. Радиационное излучение разделяется на три части: альфа-лучи, бета-лучи и гамма-лучи. Исследования показали, что альфа-излучение состоит из ядер гелия-4 (см. альфа-частица), бета-излучение является потоком быстро движущихся электронов, а гамма-лучи — это вид электромагнитного излучения (фотоны). Поскольку энергии переходов между различными электронными уровнями недостаточно для возникновения гамма-лучей, стало понятно, что их источник нужно искать внутри атомного ядра: ядро атома само может обладать различными энергетическими уровнями, при переходах между которыми и происходит излучение гамма-квантов. Гамма-лучи расширили спектр известных электромагнитных волн, и все волны короче 10−3 нм называются гамма-лучами.